# Xanthia rubra
Xanthia rubra är en fjärilsart som beskrevs av Bang-haas. Xanthia rubra ingår i släktet Xanthia och familjen nattflyn. Inga underarter finns listade i Catalogue of Life.